# Wink (日本组合)
Wink是由鈴木早智子和相田翔子組成的日本雙人偶像組合，活躍於1988年至1996年。

## 經歷
鈴木早智子和相田翔子在1987年參與出版的《Up to boy》雜誌選美。鈴木與相田二人分別與1986年11月與1987年9月被選為第7代及第9代Miss. UP並登上雜誌封面。兩人在一年後隨即組成女子組合，並在1988年4月發行首張單曲《Sugar Baby Love》。
經紀公司原本規劃將兩人的組合取名為「Twinkle」，取其閃耀發光之意，後來因為不好發音的緣故，於是便簡化為「Wink」。
Wink前兩張單曲成績平平，但1988年11月推出的第3張單曲《愛が止まらない 〜Turn It Into Love〜》，搭配連續劇成為主題曲，在剛發行時，最高位只到達日本公信榜19位，但歐洲式舞曲曲風和電視劇的推波助瀾下及兩人高貴洋娃娃風格的舞蹈及造型，漸漸贏得大眾的注意，終於在1989年的二月首次拿到日本公信榜的冠軍，創下了64.5萬張的佳績，（此後連續10張單曲都曾名列前3名，直至1991年），從此成為日本眾所皆知的偶像團體。
1989年可說是Wink聲勢最為顛峰的一年，當年度推出的3張單曲《涙をみせないで 〜Boys Don't Cry〜》、《淋しい熱帯魚》、《One Night In Heaven 〜真夜中のエンジェル〜》，接連突破50萬張的唱片銷量，占據銷售排行冠軍，且分別名列當年度銷售排行榜的第5、7、10名，《淋しい熱帯魚》更獲得了第22回全日本有線放送大獎及第31回日本唱片大獎的殊榮，並以該曲參加了第40回的NHK紅白歌唱大賽。
但隨後不久的90年代，日本樂壇吹起了小室哲哉旋風，在激烈的競爭下，Wink的唱片銷售成績漸漸不如以往，1995年6月，Wink也改變了以往的風格，推出了舞曲風格的單曲《JIVE INTO THE NIGHT 〜野蛮な夜に〜》，但成績卻不盡理想。
1996年3月底，就在Wink出道即將屆滿8年之際，經紀公司宣布停止Wink的相關活動，鈴木早智子與相田翔子後來則各自以藝人及演員的身分在演藝圈發展。
由於當時Wink並非宣布「解散」，而是「活動停止」，許多歌迷們一直關切與期待Wink再度結合的消息，而自從1996年活動停止後，兩人也只有在以下5次活動中同臺共演：
- 1998年12月29日，日本レコード大賞の40周年記念番組（TBS）
- 1999年12月30日－2000年1月1日，『超える!テレビ』（TBS），歌のリクエストコーナー
- 2008年12月30日，『第50回日本レコード大賞』（TBS），メモリアルアクト・日本レコード大賞50周年記念特別企画
- 2018年8月18日，『第50回思い出のメロディー』（NHK）
- 2018年12月30日，『第60回 輝く!日本レコード大賞』（TBS），メモリアルアクト・日本レコード大賞60周年記念特別企画

## 特徵
Wink最大的特色，便是唱歌時臉上完全沒有表情，且均以羅莉塔時裝為服裝造型，裝扮極為華麗，舞蹈則以機械式的手勢、搖擺與轉身為主，彷彿音樂盒上的娃娃一般，迥異於當時其他的女子組合，樹立起與眾不同的獨特風格。但後期（1994年起）風格則有所轉變，兩人表演時開始有笑容，穿著也以一般服裝為主。
而無論是宣傳照、MV、表演或是擔任來賓，鈴木早智子固定都站在左邊（以觀眾角度視之），相田翔子則固定站在右邊，即便偶爾因為舞蹈編排而換位，也很快就會換回原本的站位。但Wink到了後期轉變為活潑造型之後，這種站位模式也不再固定。
早期Wink的另一個特色，就是多以翻唱外國歌曲為主，到了中期以後才逐漸以原創歌曲為主，Wink活動期間總計發表180多首歌曲，其中約60%為原創作品。

## 作品列表

### 音樂作品
- 單曲

| 1st  | 1988.04.27 | Sugar Baby Love                                    |
| 2nd  | 1988.09.07 | アマリリス                                         |
| 3rd  | 1988.11.16 | 愛が止まらない 〜Turn it into love〜               |
| 4th  | 1989.03.16 | 涙をみせないで 〜Boys Don't Cry〜                  |
| 5th  | 1989.07.05 | 淋しい熱帯魚                                       |
| 6th  | 1989.11.01 | One Night In Heaven 〜真夜中のエンジェル〜         |
| 7th  | 1990.03.28 | Sexy Music                                         |
| 8th  | 1990.07.04 | 夜にはぐれて 〜Where Were You Last Night〜         |
| 9th  | 1990.11.21 | ニュー・ムーンに逢いましょう                       |
| 10th | 1991.03.20 | きっと熱いくちびる 〜リメイン〜                    |
| 11th | 1991.06.19 | 真夏のトレモロ                                     |
| 12th | 1991.10.16 | 背徳のシナリオ                                     |
| 13th | 1991.12.16 | 追憶のヒロイン／イマージュな関係                   |
| 14th | 1992.03.25 | 摩天楼ミュージアム                                 |
| 15th | 1992.07.22 | ふりむかないで                                     |
| 16th | 1992.10.21 | リアルな夢の条件                                   |
| 17th | 1993.02.17 | 永遠のレディードール 〜Voyage Voyage〜             |
| 18th | 1993.05.26 | 結婚しようね                                       |
| 19th | 1993.09.08 | 咲き誇れ愛しさよ                                   |
| 20th | 1994.02.23 | いつまでも好きでいたくて                           |
| 21st | 1994.05.25 | トゥインクル トゥインクル                          |
| 22nd | 1994.10.26 | シェリー モン シェリ                               |
| 23rd | 1995.03.01 | 私たちらしいルール                                 |
| 24th | 1995.06.25 | JIVE INTO THE NIGHT 〜野蛮な夜に〜[HYPER EURO MIX] |
| 25th | 1995.09.15 | Angel Love Story 〜秋色の天使〜                    |

個人單曲
| 相田翔子   | 1996.01.20 | i Julia     |
| 鈴木早智子 | 1996.02.25 | La Gioconda |

黑膠限定單曲
| 1st | 2018.04.27 | SPECIAL TO ME/One Night in Heaven 〜真夜中のエンジェル〜[Remix] |

- 專輯

錄音室專輯
| 1st  | 1988.07.01 | Moonlight Serenade                        |
| Mini | 1988.12.01 | At Heel Diamonds                          |
| 2nd  | 1989.04.25 | Especially For You 〜優しさにつつまれて〜 |
| 3rd  | 1989.12.01 | Twin Memories                             |
| 4th  | 1990.07.11 | Velvet                                    |
| 5th  | 1990.12.16 | Crescent                                  |
| 6th  | 1991.07.10 | Queen of Love                             |
| 7th  | 1991.11.25 | Sapphire                                  |
| 8th  | 1992.04.25 | Each side of screen                       |
| 9th  | 1992.11.26 | Nocturne 〜夜想曲〜                       |
| 10th | 1993.06.25 | Αφροδιτη                                  |
| 11th | 1993.11.26 | BRUNCH                                    |
| 12th | 1994.07.01 | overture!                                 |
| 13th | 1994.12.01 | voce                                      |
| 14th | 1995.07.05 | Flyin' High                               |

個人專輯
| 鈴木早智子 | 1992.03.25 | Mode       |
| 相田翔子   | 1992.05.25 | Delphinium |

- 精選輯

| Single Best   | 1990.11.01 | Wink Hot Singles                              | 收錄了《Sugar Baby Love》至《夜にはぐれて》的單曲作品及Non Stop Mix版本， 初回限定：廣告單曲《思い出を愛してた》（1989年）                   |
| Best&Remix    | 1991.12.21 | Diamond Box                                   | 精選曲目Remix. ver+抒情曲的構成 |
| Single Best   | 1992.12.21 | Raisonné                                      | 收錄了《Sugar Baby Love》至《リアルな夢の条件》的全部單曲作品                                                                                |
| Best Album    | 1994.03.25 | Diary                                         | 精選收錄了《いつまでも好きでいたくて》前的單曲曲目、B面曲、專輯曲目                                                                          |
| Best Album    | 1994.06    | Wink Volume 1                                 | 通信販賣限定商品 |
| Best Album    | 1994.06    | Wink Volume 2                                 | 通信販賣限定商品 |
| Coupling Best | 1995.02.25 | Back to front                                 | 收錄了《Sugar Baby Love》至《シェリー モン シェリ》的所有單曲B面曲， 其中《想い出までそばにいて》同《Diamond Box》中的收錄版本同為Album Ver. |
| Best Album    | 1995.11.25 | Reminiscence                                  | 新曲「Merry Little X'mas」為現時點止Wink的最後音樂作品                                                                                       |
| Single Best   | 1996.03.25 | WINK MEMORIES 1988-1996                       | 全部單曲A面曲收錄 《背徳のシナリオ》收錄版本為初回限定二人交替版本                                                                           |
| Single Best   | 1999.06.30 | TREASURE COLLECTION WINK BEST                 | 唱片公司共同企劃 名曲精選 |
| Single Best   | 2004.06.24 | Wink Best & Best Deluxe                       | 代表曲目12曲收錄 |
| Best Album    | 2013.06.05 | SELECTION - 25th Anniversary Self Selection - | 結成25週年紀念精選輯。 Wink自選曲，共兩枚CD全26曲 以實體SHM-CD的載體發行                                                                     |

其他音樂作品
| Karaoke        | 1990.04.10 | Fairy Tone                                       | 單曲instrumental ver.精選第一作 內頁詳付舞蹈解說 |
| Live           | 1990.05.25 | Wink First Live Shining Star                     | 現時點唯一的現場錄音專輯 |
| Karaoke        | 1991.11.25 | Fairy Tone 2                                     | 單曲instrumental ver.精選第二作 |
| Remix          | 1995.09.01 | REMIXES                                          | 完全REMIX專輯第一作 |
| CD EXTRA       | 1996.08.21 | X-tra                                            | 集中收錄二人的個人曲目+精選曲，以實體CD EXTRA的載體發行。 |
| Non-Stop Remix | 1996.09.11 | JAM THE WINK                                     | Non-Stop REMIX Album |
| Eurobeat Remix | 2000.07.01 | para para WINK!                                  | Para Para REMIX Album |
| Live           | 2019.04.24 | Wink CONCERT TOUR 1990 ～Especially For You II～ | 線上配信發行 2008年2月27日發行的《Wink Album Collection ～1988～2000アルバム全集～》作為Bonus Disc收錄 1990年群馬縣公演「Wink CONCERT TOUR 1990 ～Especially For You II～」錄音的單獨配信 |

### 影像作品
| 1989.07.25            | Heart On Wave                        | 《淋しい熱帯魚》《涙をみせないで》《愛が止まらない》PV集                                              |
| 1990.07.16            | Wink First Live Shinning Star        | 同名Live CD的影像版本                                                                                 |
| 1990.09.25            | Winkissimo                           | 於洛杉磯及夏威夷拍攝的概念影片                                                                        |
| 1990.12.16            | Heart On Wave II                     | 《One Night In Heaven》《Sexy Music》《夜にはぐれて》《ニュー・ムーンに逢いましょう》PV集             |
| 1991.08.17            | Winkle Winkle                        | 於洛杉磯及夏威夷拍攝的概念影片                                                                        |
| 1991.09.25            | Yin & Yang                           | 於香港及澳門拍攝的PV集                                                                                |
| 1991.12.05            | Heart On Wave III                    | 《きっと熱いくちびる》《真夏のトレモロ》《背徳のシナリオ》PV集                                        |
| 1992.09.26            | WINK '92 CONCERT SAPPHIRE            | 1992年4月5日舉辦於中野サンプラザ的Live影像                                                            |
| 1993.03.25            | Heart On Wave IV                     | 《ふりむかないで》《リアルな夢の条件》《永遠のレディードール》PV集                                    |
| 1993.06.25            | La Soirée D'anges 〜天使たちの夜会〜 | Studio Live                                                                                           |
| 1993.09.01            | NOBLE STATE                          | 《Sugar Baby Love》至《結婚しようね》（《追憶のヒロイン》除外）的PV集 同時收錄相關單曲的CM廣告        |
| 1994.07.01            | Heart On Wave V                      | 《咲き誇れ愛しさよ》《いつまでも好きでいたくて》《トゥインクル トゥインクル》PV集                     |
| 1995.11.25            | Heart On Wave VI                     | 《シェリー モン シェリ》《JIVE INTO THE NIGHT 野蛮な夜に》《Angel Love Story 〜秋色の天使〜》PV集     |
| 1996.04.25            | WINK VISUAL MEMORIES 1988-1996       | 除《追憶のヒロイン》、《私たちらしいルール》以外全部單曲的PV作品 2003年DVD化、2009年簡易版DVD再次發行 |
| 2003.11.26 2009.11.04 | WINK VISUAL MEMORIES 1988-1996 +     | 「WINK VISUAL MEMORIES 1988-1996」DVD化 2009年簡易版DVD再發行 特典影像：《Winkissimo》                |
| 2004.05.26 2009.11.04 | WINK PERFORMANCE MEMORIES +          | Live錄像《Shinning Star》及《SAPPHIRE》1枚DVD收錄 2009年簡易版DVD再發行 特典映像：《Yin & Yang》      |

BOX SET
| CD-BOX  | 2007.12.26 | Wink Single Collection 〜1988-1996 シングル全曲集〜   | 結成20週年紀念發行 全25枚單曲＋特典CD，共26枚組CD-BOX                                                                                 |
| CD-BOX  | 2008.02.27 | Wink Album Collection 〜1988-2000 アルバム全集〜      | 結成20週年紀念發行第二作 精選輯除外的全21張專輯＋特典CD，共22枚組CD-BOX                                                               |
| DVD-BOX | 2008.04.27 | Wink Visual Collection 〜1988-1996 ヴィジュアル全集〜 | 結成20週年紀念發行第三作 影像作品全13作DVD化＋特典DVD，共14枚組DVD-BOX 《NOBLE STATE》盤集合《Heart On Wave I～IV》的内容收錄於一盤中 |

### 未發行作品
| 1989.07.08 | フクザツKISS | 以THE KING C-LOVE FAMILY的名義，廣播節目『はた金のオリコン・ザ・ビッグヒット』的片尾曲 |

## 脚注